# PWD Bamenda
Der PWD Bamenda Football Club ist ein kamerunischer Fußballverein aus Bamenda. Aktuell spielt der Verein in der ersten Liga, der Première Division.

## Erfolge
- Kamerunischer Meister: 2019/20
- Kamerunischer Pokalsieger: 2021

## Stadion
Der Verein trägt seine Heimspiele im 5000 Zuschauer fassenden Mankon Municipal Stadium in Bamenda aus.

## Aktueller Kader
Stand: Juni 2022
| Nr. |         | Position | Name                           |
| --- | ------- | -------- | ------------------------------ |
| 2   | Kamerun | MF       | Samin Billy                    |
| 3   | Kamerun | AB       | Laiver Burinyuy Derick         |
| 4   | Kamerun | MF       | Francois Xavier Fegue Omgba    |
| 5   | Kamerun | MF       | Andre Zanga                    |
| 8   | Kamerun | MF       | Vincent Paul Ngondi Bomba      |
| 9   | Kamerun | ST       | Mohamed Aboubakar              |
| 10  | Kamerun | MF       | John Bosco Nchindo             |
| 11  | Kamerun | ST       | Brice Leger Tchaoua Kammen     |
| 13  | Kamerun | TW       | Cedric Leonel Damlabeu         |
| 14  | Kamerun | MF       | Kevin Bongmo Neloh             |
| 15  | Kamerun | MF       | Mohamed Moustapha Moluh Mounta |

| Nr. |         | Position | Name                       |
| --- | ------- | -------- | -------------------------- |
| 16  | Kamerun | TW       | Haschou Kerrido            |
| 18  | Kamerun | AB       | Joel Ondoua Boung          |
| 19  | Kamerun | MF       | Louis Enjonaei Mbah        |
| 21  | Kamerun | AB       | Hamzat Ibrahim             |
| 22  | Kamerun | ST       | Mael Dindjeke              |
| 23  | Kamerun | MF       | Azhe Collins Ndeh          |
| 24  | Kamerun | AB       | Brian Ngwang               |
| 25  | Kamerun | MF       | Louis Bertrand Ze Abossolo |
| 26  | Kamerun | ST       | Emmanuel Samuel Onyekweni  |
| 27  | Kamerun | ST       | Francois Enyegue           |
|     | Kamerun | ST       | Leon Boyomo                |

## Trainerchronik
| Trainer              | Nation  | von                | bis              |
| -------------------- | ------- | ------------------ | ---------------- |
| David Pagou          | Kamerun | 17. September 2019 | 25. Juli 2022    |
| Martin Noumeh Nkabyo | Kamerun | 10. August 2022    | 31. Oktober 2022 |
| Dieudonné Nké        | Kamerun | 29. September 2023 | 23. Februar 2024 |
| Franklin Anumewaé    | Kamerun | 15. März 2024      |                  |